# Virgo
Virgo（バーゴ、またはヴィルゴ、ヴァーゴ）は、一般相対性理論によって予測される重力波を検出するために設計された大型マイケルソン干渉計。外部の妨害から隔離するため、ミラーと装置は吊り下げられ、レーザー光線は真空中で操作される。長さ3 キロメートルの2本のアームは、イタリアのピサ近郊のサントステファノ・ア・マセラータに位置している。 
Virgoは、イタリア、フランス、オランダ、ポーランド、ハンガリー、スペインの6か国の研究所による科学的コラボレーションの一部である。アメリカ・ワシントン州のハンフォード・サイトとルイジアナ州リビングストンにある2つのLIGO干渉計を含む、Virgoと同様の他の大型干渉計は、いずれも重力波を検出するという同じ目標を持っている。 2007年以降、VirgoとLIGOは、それぞれの検出器で記録されたデータを共有して共同で解析し、その結果を共同で発表することに同意している。干渉検出器には指向性がなく（掃天観測する）、弱くて頻度の低い1回限りのイベントの信号を探しているため、信号の妥当性を確認し、信号源の方向を推定するためには、複数の干渉計で重力波を同時に検出する必要がある。 
Virgoは、地球からおとめ座の方向約5000万年の距離にあり、約1,500個の銀河からなるおとめ座銀河団にちなんで命名された。地上には検出可能な信号を出すほど強力な重力波の重力波源がないため、Virgoは必ず宇宙からの重力波を観測することとなる。検出器の感度が高ければ高いほど、重力波をより遠くまで観ることができ、その結果として潜在的な発生源の数が増加する。これは、Virgoが非常に敏感に反応する激烈な現象（コンパクト星の連星系や中性子星、ブラックホールの合体、 超新星爆発など）がまれな現象であることと関連している。Virgoが観測する銀河が多いほど、重力波が検出される確率が高くなる。 

## 歴史
Virgoプロジェクトは、1993年にフランスのCNRSに、1994年にはイタリアのINFNに承認された。 検出器の建設は、1996年にイタリアのピサ近郊のカーシナサイトで開始された。 
2000年12月、CNRSとINFNは欧州重力観測所（European Gravitational Observatory、EGOコンソーシアム）を設立、後にオランダ 、 ポーランド 、 ハンガリー 、 スペインが参加した。EGOはVirgoのサイトの責任者であり、検出器の建設、メンテナンス、操作、およびそのアップグレードを担当している。 EGOの目標は、ヨーロッパにおける重力に関する調査と研究を促進することでもある。2015年12月までに、19の研究所とEGOがVirgoの共同研究メンバーとなった。 
2000年代には、「初期の」Virgo検出器が、建設・試運転・運用された。 装置は、重力波信号に対する設計上の感度に達した。この長期的な努力は、Virgoを造るためになされた技術的選択が検証されることを可能とした。それはまた、巨大な干渉計が広い周波数帯域の重力波を検出するために有望な装置であることを示した。
最初のVirgo検出器の建設は2003年6月に完了し 、2007年から2011年の間にいくつかのデータ取得期間が続いた。これらの操業のいくつかは、2つのLIGO検出器と同時進行で行われた。しかし、初期のVirgo検出器は、そのような検出を達成するための十分な感度がなかった。そのため、より優れたAdvanced Virgo検出器と取り換えるために、2011年に一度閉鎖された。 
Advanced Virgo検出器は、最初の検出器で得られた経験と、それが作られて以降の技術的進歩の恩恵を受けている。その目的は、初期のVirgo検出器よりも感度を1桁向上させることで、これにより1,000倍の宇宙空間を探査し、重力波の検出をより可能とすることであった。Advanced Virgoは2016年に試運転を開始し、2017年5月と6月の最初の「エンジニアリング」観測期間のために2つのAdvanced LIGO検出器（「aLIGO」）に参加し。2017年8月14日、LIGOとVirgoは、2017年9月27日に報告された信号GW170814を検出した。これは、LIGOとVirgoの両方によって検出された最初の連星ブラックホールの合体であった。

## 目標

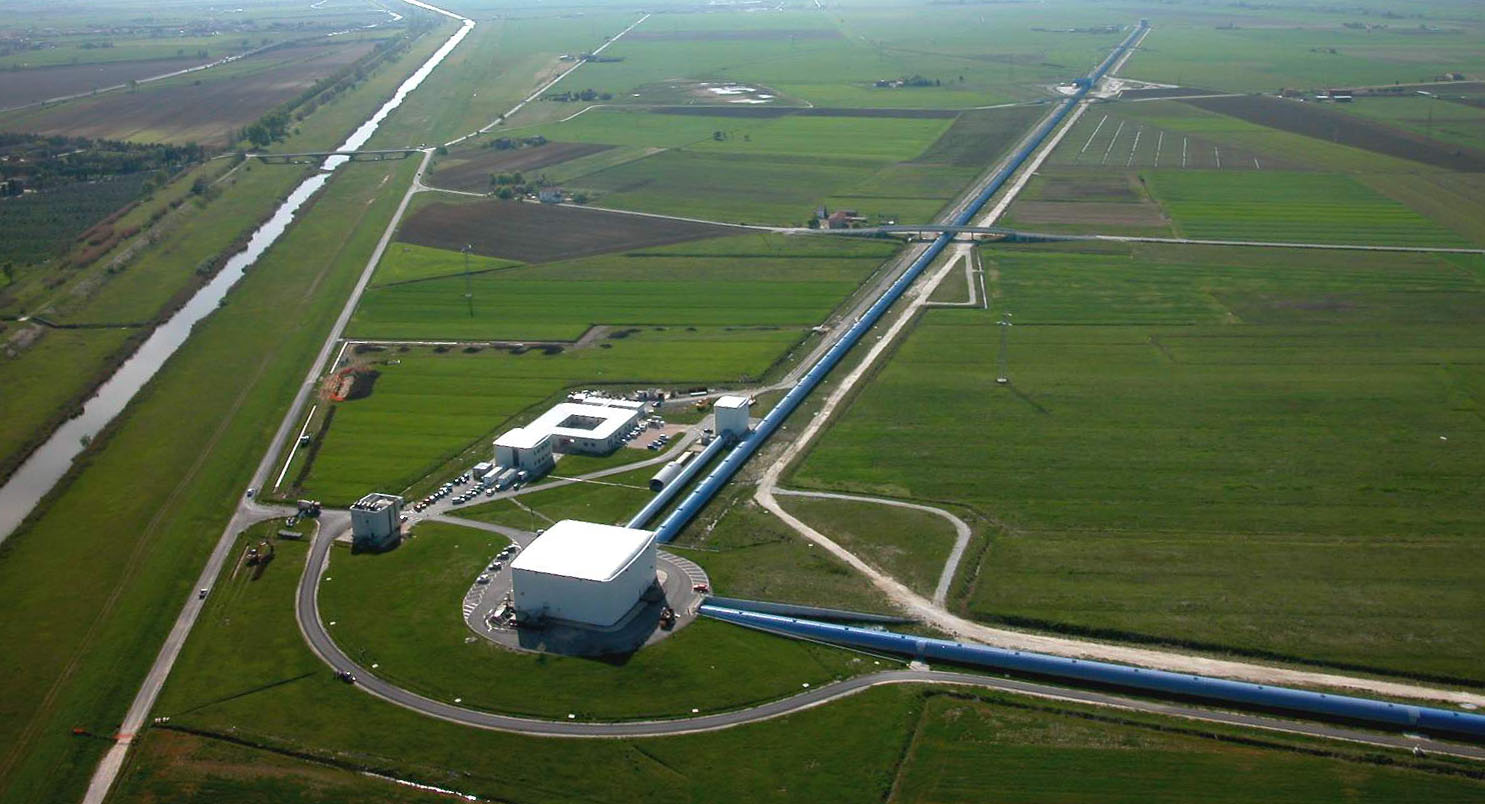
Virgoサイトの空撮。中央の建物、モードクリーナーの建物、全長3 kmの西側の腕、北側の腕の始まり（右側）が写されている。その他の建物には、オフィス、ワークショップ、ローカルコンピューティングセンター、干渉計制御室などがある。この写真が撮影されたとき、プロジェクト管理部門が入る建物と食堂はまだ建設されていなかった。

Virgoの第一の目標は、アルバートアインシュタインの一般相対性理論から予測される重力波を直接観測することである。1993年にノーベル物理学賞の授賞対象となった連星パルサーPSR B1913+16の30年間にわたる研究は、重力波の存在の間接的に証明することができた。この連星パルサーの公転周期の経時変化は、連星系が重力波を放出することでエネルギーを失っているとする仮説と見事に一致している。公転運動は加速しており（2004年に7.75時間と報告された公転周期は、年に76.5マイクロ秒ずつ減少している）、2つのコンパクト星は毎年約3メートルずつ接近しており、約3億年後に合体するはずである。しかし、Virgoのような検出器で捉えることができるほどの強い重力波は、その特定の宇宙衝突の直前の最後の瞬間だけ生成される。連星パルサーB1913+16の進化に関するこの理論的なシナリオは、同様の連星系からの重力波を直接検出することで確認される。これが、VirgoやLIGOなどの巨大干渉検出器の主な目標である。 
重力波を発見するという第一の目標を達成した後、長期的には、現在の望遠鏡や検出器とは異なる、補完的な視点で宇宙を観測することによって、天文学の新しい分野の誕生の一翼を担うことを目指している。重力波によってもたらされる情報は、電磁スペクトル（ マイクロ波 、 電波 、 赤外線 、 可視スペクトル 、 紫外線 、 X線 、 ガンマ線 ）、宇宙線、ニュートリノの研究によって提供される情報に追加される。重力波の検出を、天球上の可視で局所的なイベントと互いに関連付けるため、LIGOとVirgoのコラボレーションは、潜在的な重力波信号が観測されたことを数日または数時間のタイムスケールで迅速に通知するために、望遠鏡を運用する多くの研究チームとの間に相互協定を締結している。信号源が仮に本物であれば、ごく短い時間しか観測できないかもしれないため、これらの信号が本物であるかどうかを判別される前に送信されなければならない。

## 重力波の干渉検出

### 光共振器内の重力波の影響
一般相対論において、重力波は光速で伝播する時空の摂動である。それは時空をわずかに湾曲させ、局所的に光路を変化させる。数学的に言えば、到来する重力波の振幅（小さいと仮定）を {\displaystyle h} 、光が循環する光共振器の長さを{\displaystyle L}としたとき、重力波による光路長の変化を{\displaystyle \delta L}は次の式で与えられる。 
{\displaystyle {\frac {\delta L}{L}}=C\times h}
{\displaystyle C}は共振器と入射してくる重力波の伝搬方向との相対的な方向に依存する幾何学的要素で、{\displaystyle C\leq 1}である。

### 検出原理

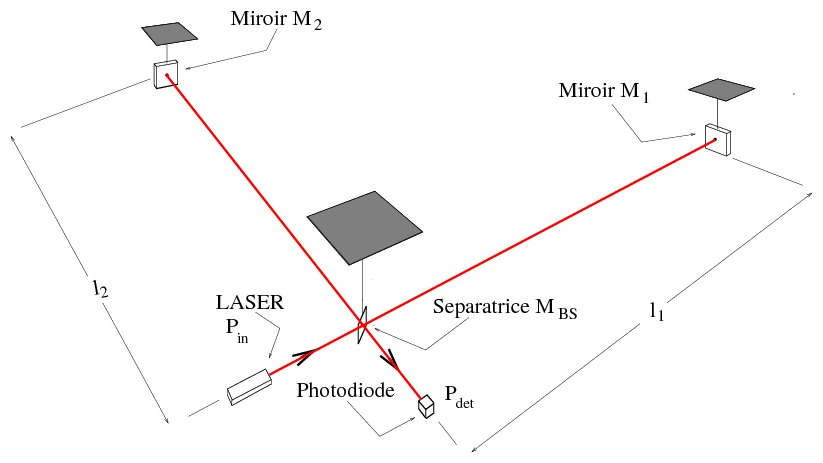
Virgoのような重力波懸垂干渉検出器の基本的なスキーム。

Virgoはミラーが吊り下げられたマイケルソン干渉計である。レーザーは、45度傾いたビームスプリッターによって2つのビームに分割される。2つのビームは、干渉計の互いに垂直な2本のアームを伝搬し、アームの端にあるミラーで反射されてビームスプリッターで再結合し、 フォトダイオードで検出される干渉を生成させる。 入射してくる重力波によって、アーム内のレーザー光の光路が変化し、フォトダイオードによって記録される干渉パターンが変化する。 
このように、潜在的な重力波によって誘起された信号は、干渉計の出力で検出される光強度の変動に「埋め込まれて」いる。しかし、一般的にノイズと呼ばれるいくつかの外的要因が、干渉パターンを永続的かつ大きく変化させている。それらを除去したり軽減するために何もしなければ、期待された物理信号はノイズに埋もれてしまい、検出できないままとなってしまう。このように、VirgoやLIGOのような検出器の設計では、測定に影響を与える可能性のあるすべてのノイズ源の詳細なインベントリが必要としており、可能な限りノイズを低減するための強力で継続的な努力が必要とされる  。データ収集期間中は、専用ソフトウェアが干渉計内のノイズレベルをリアルタイムで監視し、最も大きなノイズを特定してそれを低減するための詳細な調査が行われる。検出器が「うるさすぎる」と判断した期間はデータ分析から除外されるため、これらのデッドタイムを可能な限り減らす必要がある。 

### 検出器の感度

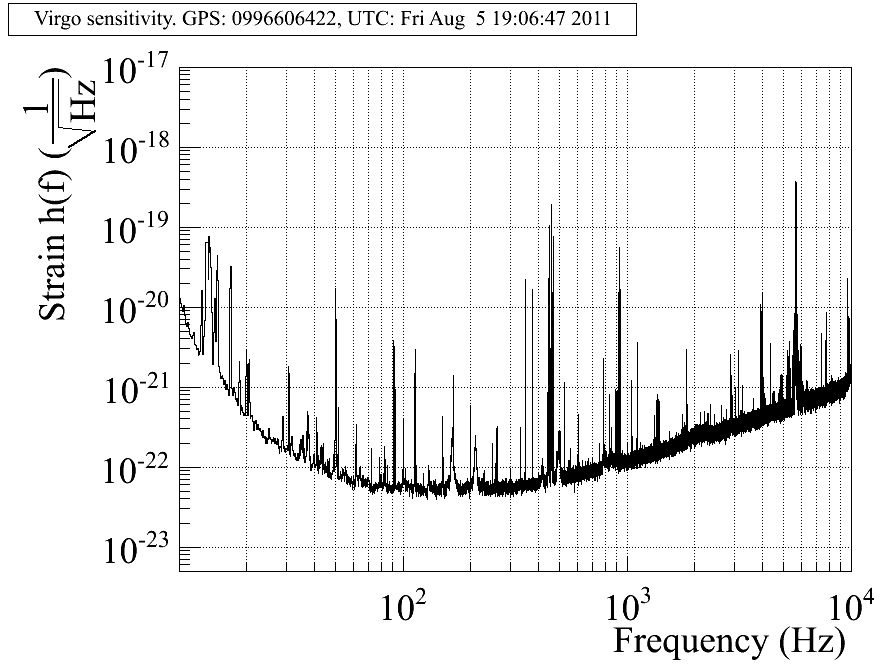
周波数帯におけるVirgo検出器の感度曲線[10 Hz; 10 kHz]、2011年8月に計算されたその形状は典型的である：ミラーサスペンション振り子モードの熱雑音が低周波で支配的である一方、高周波数での増加はレーザーショットノイズによるものである。これらの2つの周波数帯の間で、これらの基本的なノイズに重畳されて、1つは継続的に削減しようとしている様々な装置ノイズ（中でも電力網とその高調波からの50 Hzの周波数）からの貢献などの共振（例えば、サスペンションワイヤーバイオリンモード）を見ることができる。

Virgoのような検出器は、感度、すなわち装置が検出できる最小の信号についての情報を提供する性能指数によって特徴付けられる。感度の値が小さいほど、より良い検出器と言える。各ノイズが独自の周波数範囲を持つため、感度は周波数によって異なる。たとえば、Advanced Virgo検出器の感度は最終的に次のように制限されることが予想される。 
- 約10 ヘルツ (Hz) までの低周波数の地震ノイズ（地中海の波、風、日中の交通など人間の活動、など）
- 数十 Hzから数百 Hzまでの、ミラーとそのサスペンションワイヤから生じる熱ノイズ。
- 数百Hzを超えるレーザーショットノイズ 。

Virgoは、数 Hzから10 kHzまでの感度を持つ広帯域検出器である。数学的に言えば、その感度は、検出器によって記録されたデータを使用してリアルタイムで計算されるパワースペクトルによって特徴付けられる。 反対側の曲線は、2011年のVirgoの振幅スペクトル密度（パワースペクトルの平方根）の例を示しており、両対数グラフにプロットしたものである。 

### 感度の向上
単一の光共振器ではなく干渉計を使用することで、重力波に対する検出器の感度を大幅に向上させることができる。 実際、干渉測定に基づくこの構成では、いくつかの実験ノイズの寄与が大幅に減少する。これらのノイズは、単一の光共振器の長さに比例するのではなく、アーム間の長さの差に依存する（したがって、アームの長さを等しくすることでノイズを軽減できる）。さらに、干渉計の構成は、その伝播方向を横切る平面内の重力波によって誘起される微分効果の恩恵を受ける。光路の長さ{\displaystyle L}が量の{\displaystyle \delta L}によって変化するとき、同じ長さの垂直光路は{\displaystyle -\delta L} （同じ大きさで、逆の符号）によって変化する。そして、マイケルソン干渉計の出力ポートでの干渉は、2本のアーム間の長さの差に依存する。したがって、測定された効果は、単一の光共振器に対して2倍に増幅される。 
次に、干渉計のさまざまなミラーを「凍結」させなければならない。ミラーが動くと、光共振器の長さが変化し、装置の出力ポートで読み取られる干渉信号も変化する。 基準との相対的なミラー位置とその位置合わせは、長さでは0.1 ナノメートル、角度では数ナノラジアンのレベルの精度で、リアルタイムで正確に監視される 。検出器の感度が高いほど、最適な動作範囲は狭くなる。 
さまざまなミラーが自由に動いている初期構成からその動作範囲に到達することは、 制御システムの課題である。最初のステップでは、各ミラーを局所的に制御して、残留運動を減衰させる。次に、通常は長く複雑なステップの自動化されたシークエンスによって、一連の独立した局所制御から、干渉計全体を操作する独自のグローバル制御への移行が可能となる。 この動作範囲に達すると、リアルタイムで読み取られたエラー信号が干渉計の実際の状態とその最適な状態との間の偏差の測定値を提供するため、この動作範囲を維持することがより簡単となる。測定された差から、さまざまなミラーに機械的補正が適用され、システムを最適な動作範囲に近づける。 
重力波干渉検出器の最適な動作範囲は、ビームスプリッター上で再結合した2つのレーザー光を破壊的な方法で干渉させる構成である「ダークフリンジ」からわずかにデチューンされている。出力ポートではほとんど光が検出されない。計算によれば、検出器の感度は {\displaystyle {\frac {1}{L\times {\sqrt {P}}}}} 、 ここで、{\displaystyle L}はアームの空洞の長さであり、{\displaystyle P} はビームスプリッター上のレーザー出力である。感度を改善するには、これら2つの量を増やす必要がある。 
- Virgo検出器のアームは長さ3 km。
- レーザーの光路長をさらに（50倍に）長くするために、キロメートルアームの入口に高反射ミラーを設置して、ファブリ・ペロー干渉計を作る。
- 最後に、干渉計はダークフリンジ上で調整され、アームの端に配置されたミラーも高反射率であるため、ほとんどすべてのレーザー出力はビームスプリッターからレーザー光源に送り返される。 そのため、光を再利用して装置内に蓄積するために、この領域に高反射ミラーを追加で配置している。

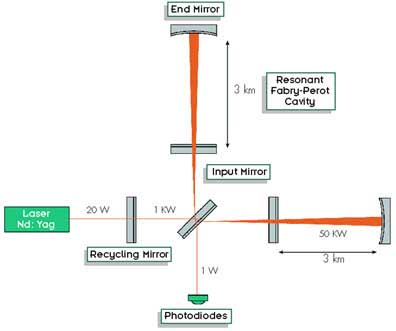
初代Virgo検出器の光学構成。 回路図では、さまざまな光共振器内に蓄積された電力の大きさのレベルを読み取ることができる。

## 装置

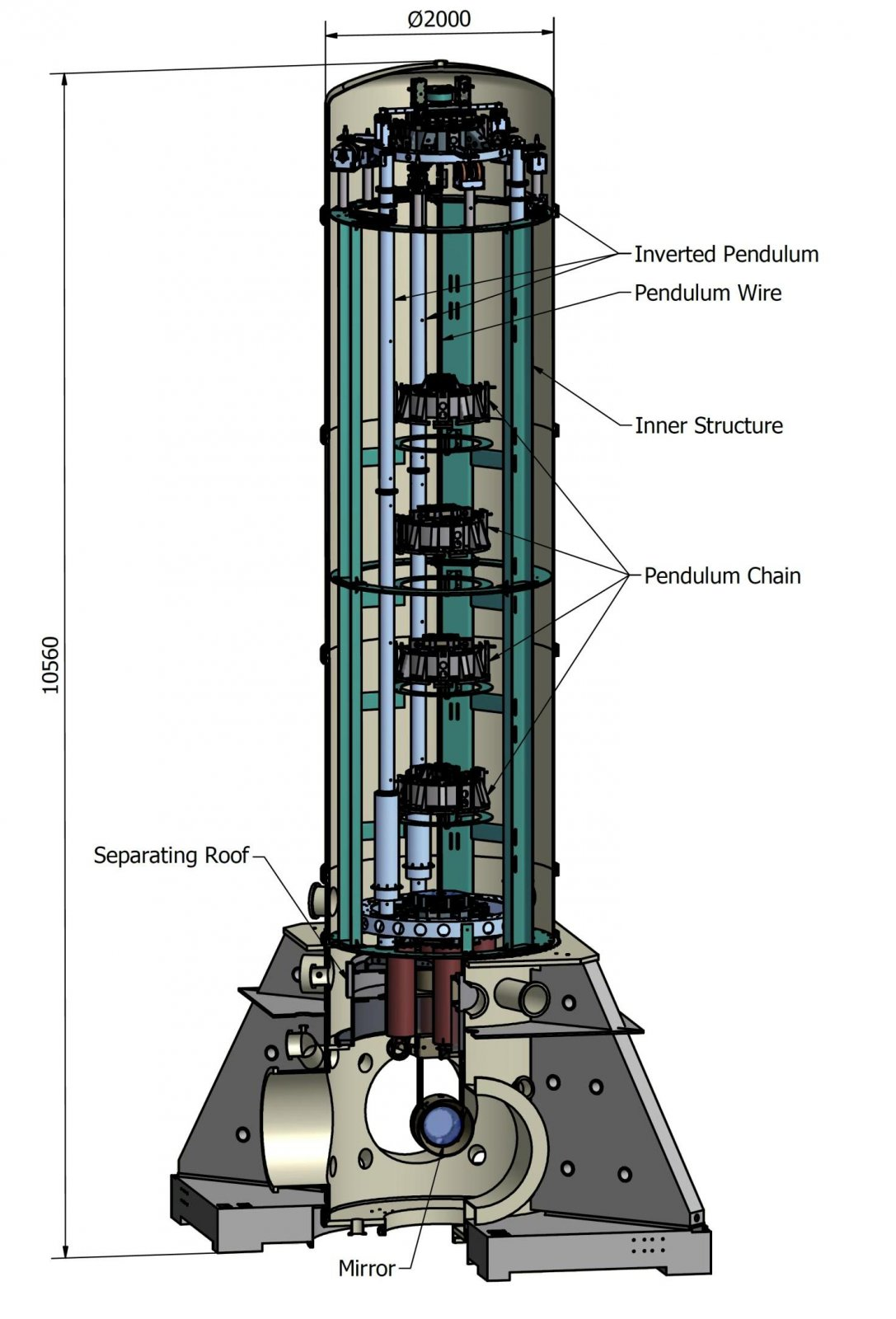
Virgoのミラーは、真空下で、地震の振動を大幅に減衰させる機械構造によって支えられている。 「Superattenuator」は、上部プラットフォームから吊り下げられた振子のチェーンで構成され、地面に固定された3つの長い柔軟な脚で支えられている。技術的には、 倒立振子と呼ばれる。このようにして、10 Hzを超える地震振動は10^{12}倍以上低減され、ミラーの位置は非常に注意深く制御される。

上空から見ると、Virgo検出器は、3 kmの長さの2本の垂直アームを持つ特徴的な「L」字型をしている。 アームの「トンネル」には、レーザー光が超高真空下で移動する直径120 センチメートルの真空パイプが収納されている。光と入射する重力波との相互作用を高めるために、各アームにはファブリ・ペロー光共振器が設置されており、レーザー光源とビームスプリッターの間の装置入口には「リサイクルミラー」と呼ばれるミラーが設置されている。 
Virgoは10 Hzから10,000 Hzに至る広い周波数範囲の重力波に感度を持つ。検出器の主なコンポーネントは次のとおり。 
- レーザーは実験の光源である。強力で、周波数と振幅が非常に安定していなければならない[18] 。これらの相反する仕様を全て満たすために、ビームは非常に低出力かつ安定したレーザーから始まる[19] 。このレーザーからの光はいくつかの増幅器を通過して、その出力を100倍に増幅される。最初のVirgo検出器の最終構成で達成された50 W出力は「Virgo+」と呼ばれた。一方、Advanced Virgoの最終的な構成では、レーザーは200 Wの出力を提供する[20]。保持された解決策は、システムの堅牢性を向上させるために、ファイバーで作られた増幅ステージを備えた完全にファイバー化されたレーザーを持つことである。レーザーは、干渉計に追加のノイズを注入しないように、振幅、周波数および位置がアクティブに安定化され、重力波信号に対する感度を向上させている。
- アーム空洞内の大きなミラーは、干渉計の最も重要な光学系である。これらのミラーは、各アームに光共振器を形成し、3 kmのアームに蓄積される光の出力を増加させることができる。このセットアップのおかげで、光と重力波信号の間の相互作用時間が大幅に増加した。これらのミラーは、最先端の技術で作られたオーダーメイドの部品である。直径35 センチメートル、厚さ20  センチメートルの円筒形で、世界で最も純度の高いガラスで作られている[21] 。ミラーは光を拡散・損失させないように、原子レベルまで研磨されている[22]。 最後に、反射コーティング（イオンビームスパッタリング (IBS) で作られたブラッグ反射板）が施される。アームの端にあるミラーは、入射した光を全て反射する。各反射で失われる光の量は0.002％未満[23]。
- ミラーまで伝搬してミラーを揺らし、潜在的な重力波信号を不明瞭にする地震ノイズを軽減するために、大型ミラーは複雑なシステムで吊り下げられている。すべてのメインミラーは、一連の減衰器に取り付けられている4本のガラス繊維[24]によって吊り下げられている。「superattenuator」と呼ばれるこのサスペンションのチェーンは、高さが10メートル近くあり、真空下に置かれている [25] 。superattenuator は、ミラーの外乱を抑えるだけでなく、ミラーの位置と向きを正確に制御することも可能にしている。光検出に使用されるレーザービームの成形に使用される射出光学系が配置されているベンチのような光学テーブルも、地震や音響ノイズを制限するために吊り下げられ、真空下にあり。 Advanced Virgoの場合、重力波信号を検出し、干渉計を制御するために使用される全体の計装（フォトダイオード、カメラ、および関連する電子機器）もまた、いくつかの吊り下げられたベンチに設置され、真空下にある。 この選択と真空パイプ内部の光トラップ（バッフルと呼ばれる）の使用は、拡散光からの偽の反射により、残留地震ノイズがダークポートの信号に再導入されるのを防ぐことができる。
- Virgoは、総体積は6,800立方メートルの、欧州最大の超高真空設備である[26] 。直径1.2 mの長いパイプでできた長さ3 kmの2本のアームの残圧は大気の1兆分の1まで減圧されており、残留空気分子がレーザーの光路を妨げることはない。アームの超高真空を壊すことなく、ミラー真空塔で作業できるように、アームの両端に大きなゲートバルブが配置されている。実際、Virgoの2本のアームは2008年以来真空下に保たれている[27]。

### 初期のVirgo検出器
初期のVirgo検出器は、2007年から2011年まで行われた4回の科学実験中に科学的なデータを記録した  。Virgoのサスペンションシステムの大幅なアップグレードを可能とするため、2010年に数か月の操業停止があった。元のサスペンションの鋼線は、熱雑音を低減するためにガラス繊維に取り換えられた 。この最終構成で数か月分のデータを取得した後、最初のVirgo検出器は2011年9月にシャットダウンされ、Advanced Virgoの設置が開始された 。 

### Advanced Virgo検出器

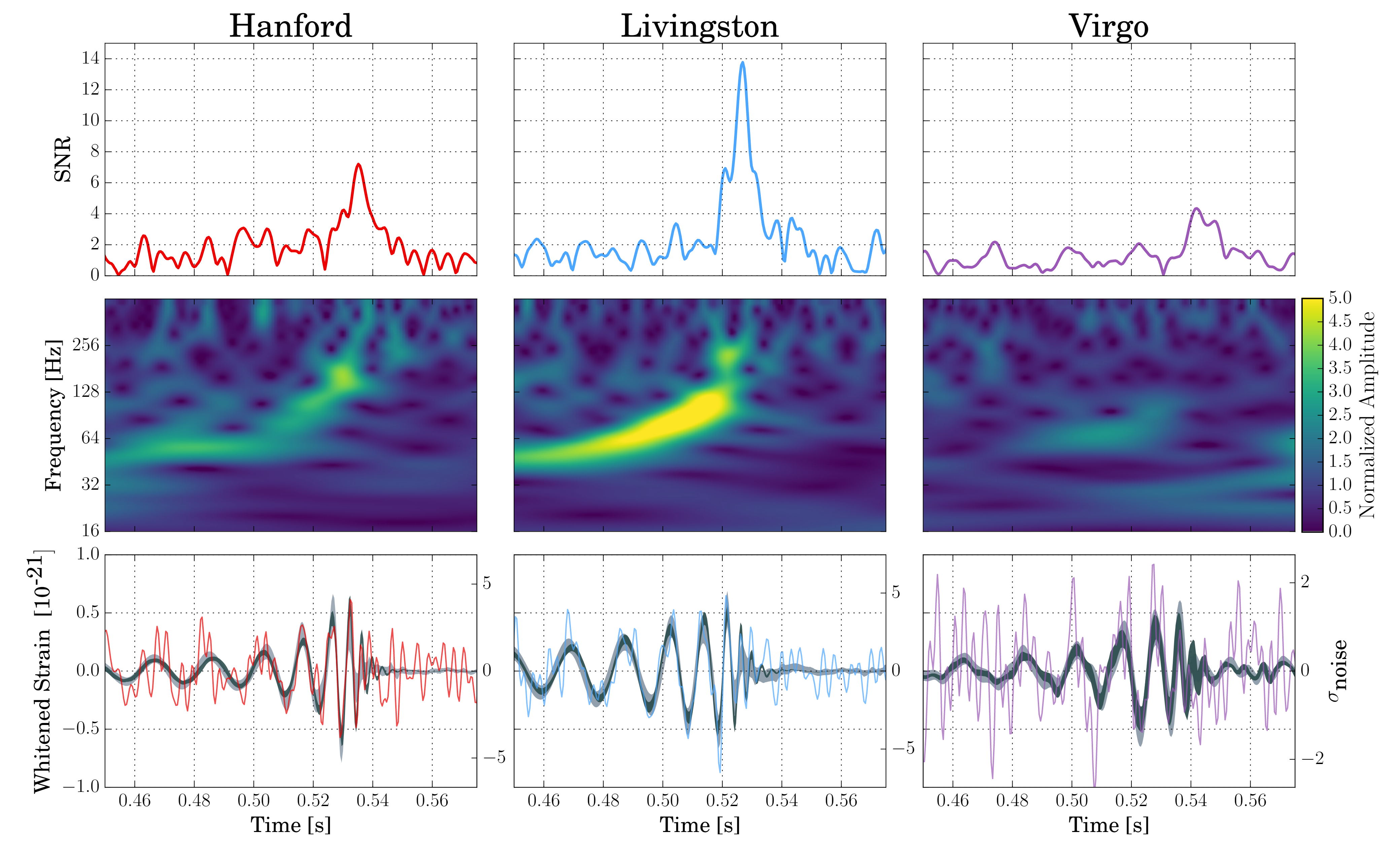
Virgoが初めて直接検出した重力波、GW170814。

Advanced Virgoは、最初のVirgoの10倍の感度を目指している  。Advanced VirgoテクニカルデザインレポートVIR–0128A–12（2012年）によると、Advanced Virgoは、ミラータワーからの残留粒子をトラップするために3 kmの長さのアームの両端に4つの追加のクライオトラップを配置するVirgoと同じ真空のインフラストラクチャを維持している。しかし、干渉計の残りの部分は大幅にアップグレードされた。新しいミラーは、直径350 ミリメートル、重量40 キログラムと大型化され、光学性能も改善されている 。干渉計を制御するために使用される重要な光学素子は、吊り下げられたベンチで真空下に置かれている。鏡面収差 をその場で補正するために、補償光学システムが設置された  。最終的なAdvanced Virgoの構成では、レーザー出力は200 Wとなる。 
新しい検出器の設置によって、2017年にAdvanced Virgoのマイルストーンが達成された。数か月の試運転を経た2017年の後半には、LIGOとの最初の共同科学実験が開始された。 
Virgoによる重力波の最初の検出はGW170814として知られている。これは2017年9月27日にイタリアのトリノで開催されたG7科学会議で発表された 。 
この数日後、2017年8月17日にGW170817がLIGOとVirgoによって検出された。この重力波は、2つの中性子星がらせんを描きながら互いに接近して最後に合体する最後の数分間に生成されたもので、非重力的な手段によって確認された最初の重力波観測となった。 
更なるアップグレードの後、Virgoは2019年4月に 「O3」観測を開始し、これは1年間続く予定で、その後さらにアップグレードが予定されている。 

## ギャラリー

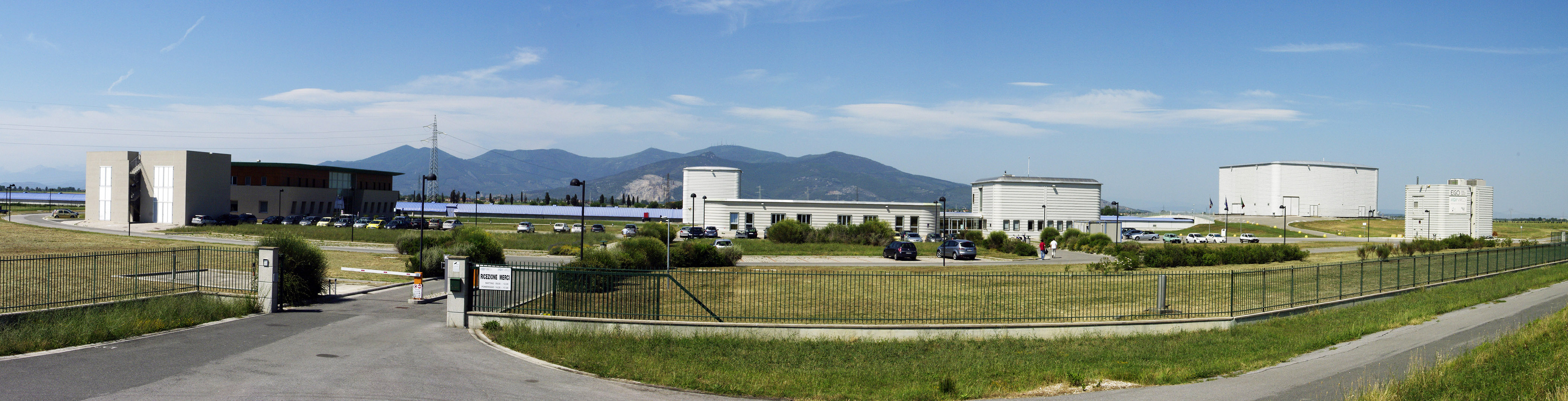
Virgoサイトの概要。
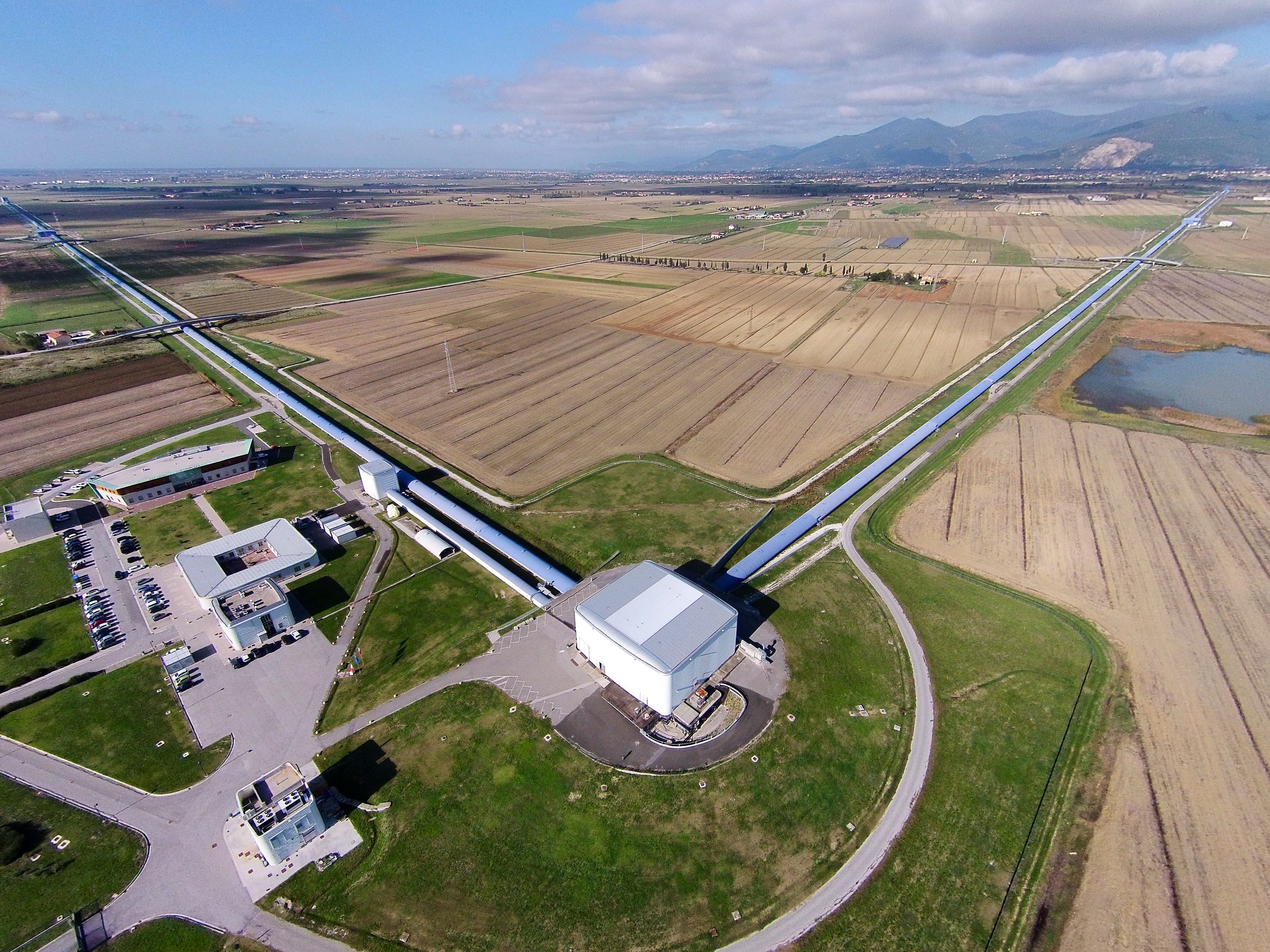
Virgo検出器の航空写真。
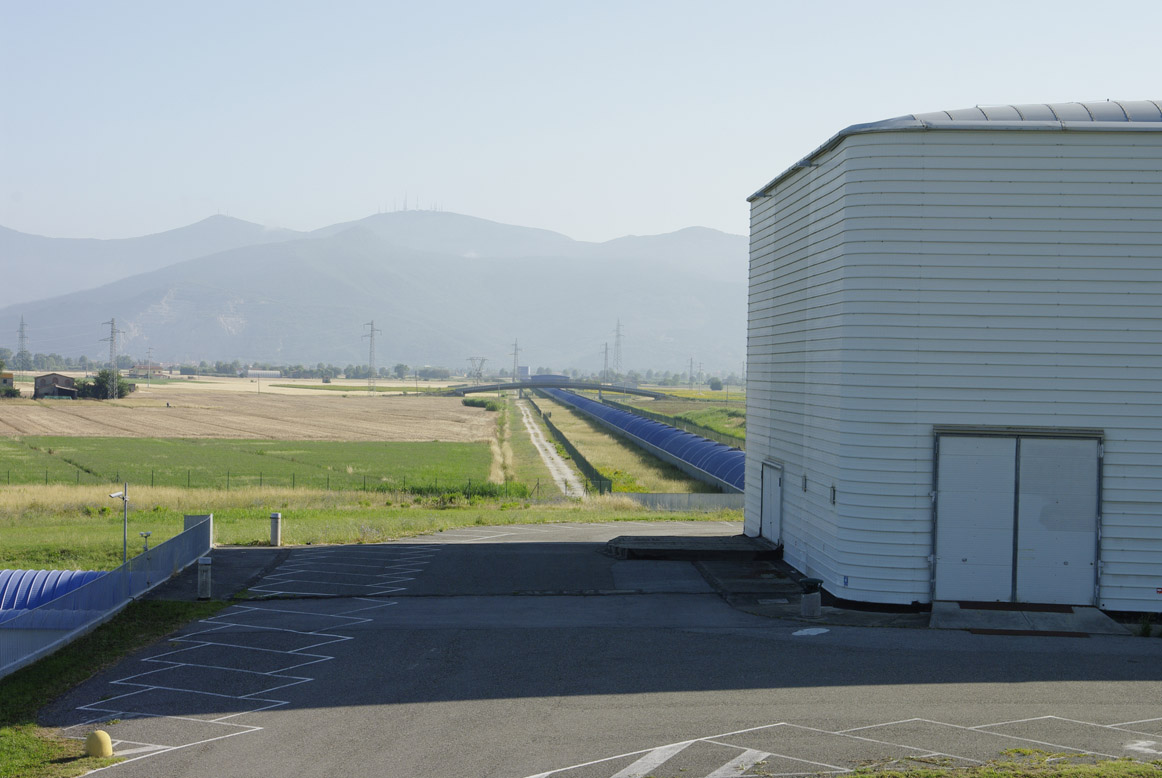
Virgoの北側アームの開始点。右手前の中央の建物。
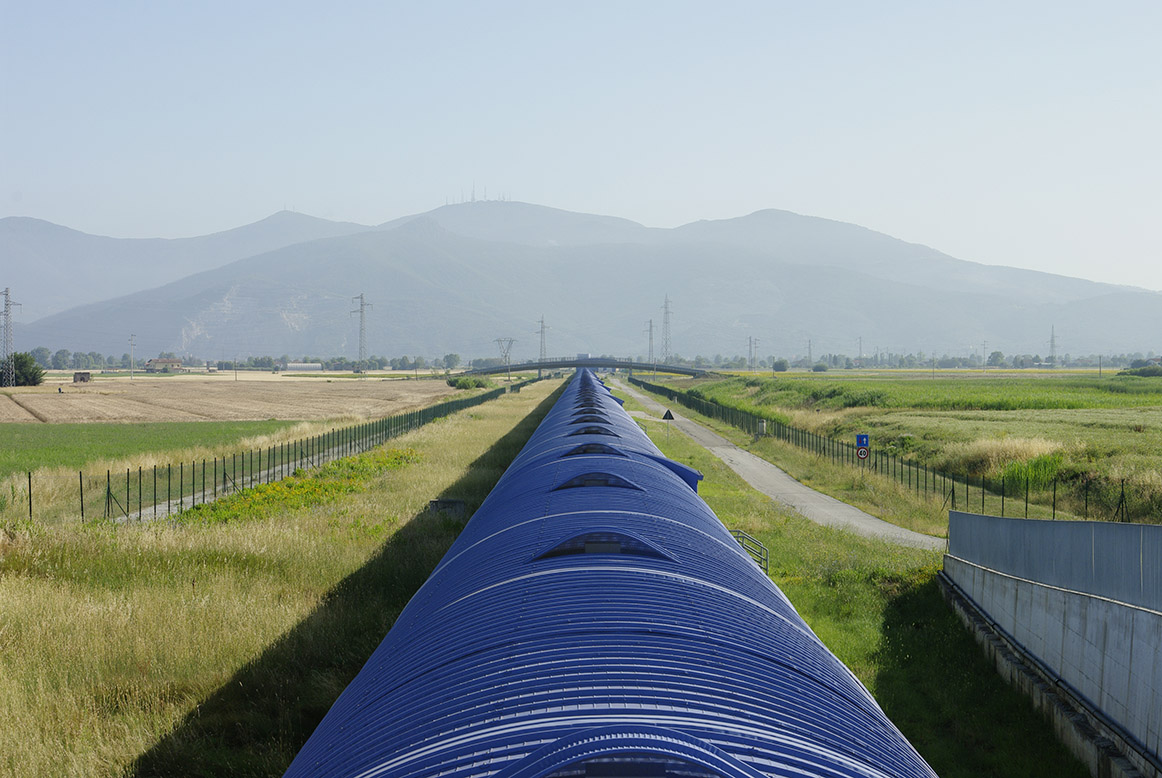
3 キロメートルの長さのVirgo北腕。
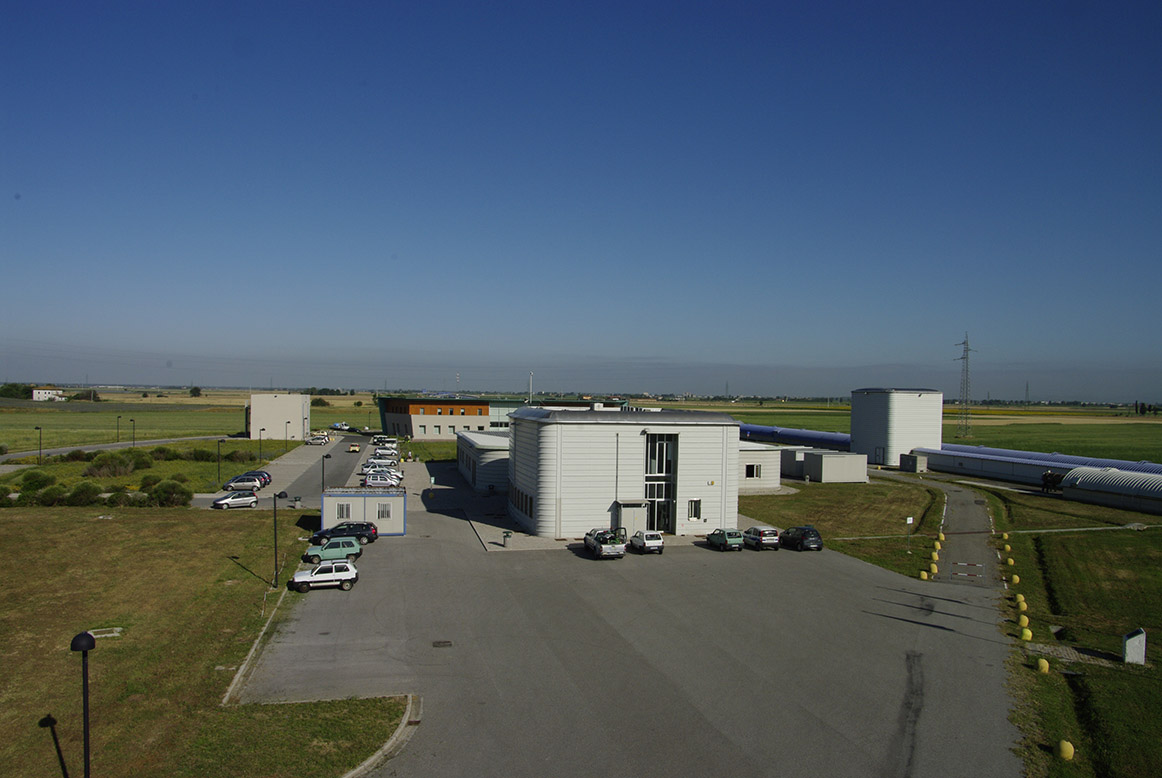
Virgoサイト。手前には、検出器制御室とローカルコンピュータセンターがある建物がある。
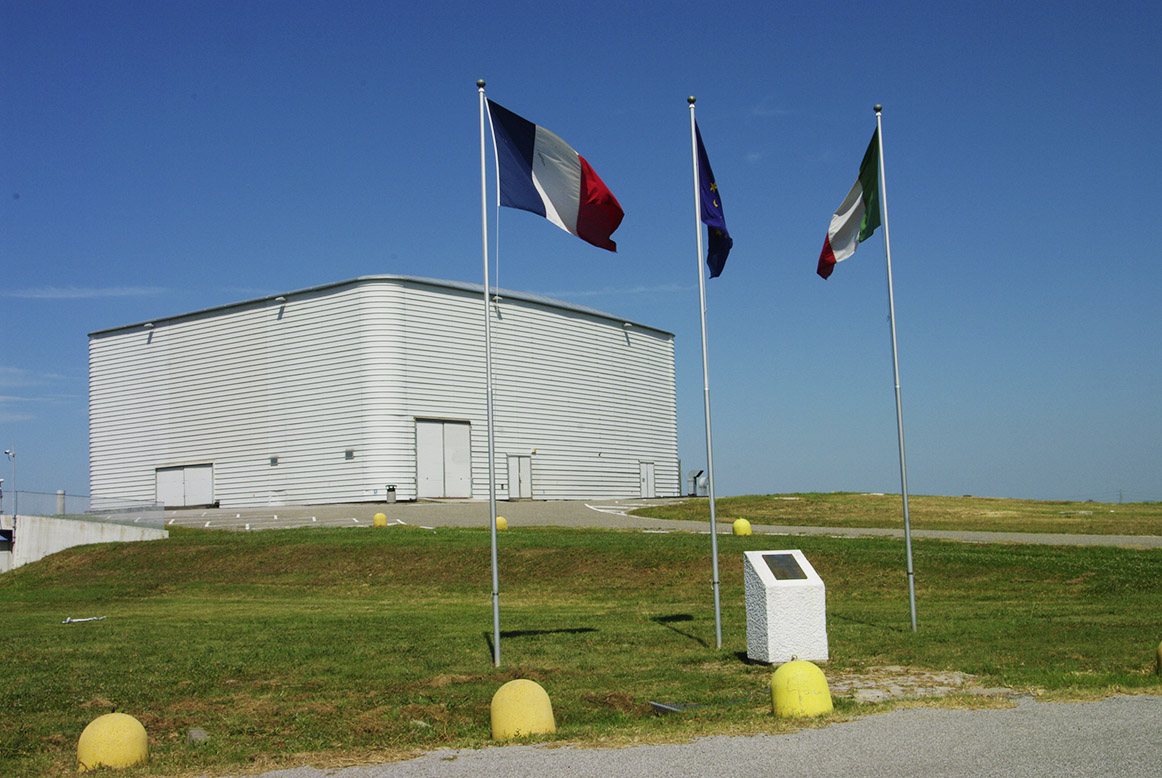
レーザーとビームスプリッターミラーをホストするVirgoの中央の建物。
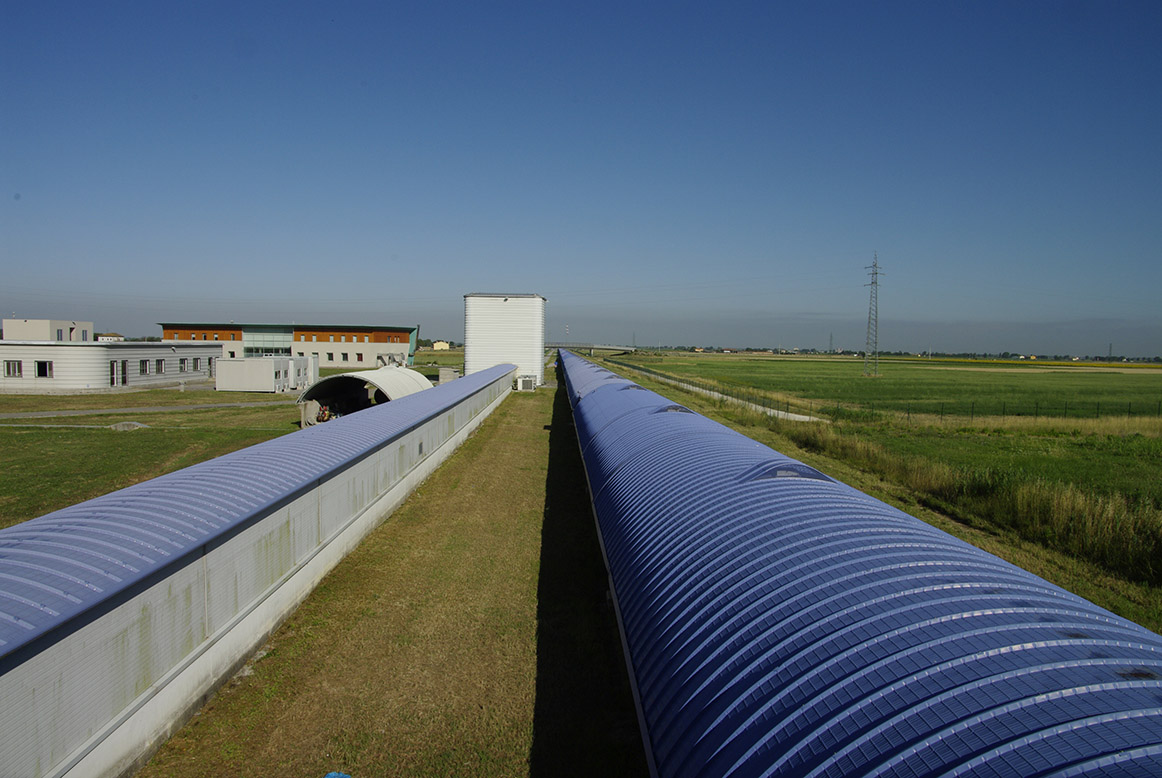
3  キロメートルの長さのVirgo西腕（右パイプ）。左側の150 メートルの長さのチューブは、レーザービームを空間的にフィルター処理するために使用されるモードクリーナーキャビティをホストする。